# Schœlcher
Schœlcher là một xã thuộc tỉnh hải ngoại Martinique nước Pháp.